# Tiro com arco nos Jogos Olímpicos de Verão de 2008
As competições de tiro com arco nos Jogos Olímpicos de Verão de 2008 foram disputadas entre 9 e 15 de agosto em Pequim, na China. A modalidade foi disputada na Arena do Tiro com Arco do Olympic Green.

## Calendário
| Agosto        | 6 | 7 | 8 | 9 | 10 | 11 | 12 | 13 | 14 | 15 | 16 | 17 | 18 | 19 | 20 | 21 | 22 | 23 | 24 |
| ------------- | - | - | - | - | -- | -- | -- | -- | -- | -- | -- | -- | -- | -- | -- | -- | -- | -- | -- |
| Tiro com arco |   |   |   |   | 1  | 1  |    |    | 1  | 1  |    |    |    |    |    |    |    |    |    |

|  | Dia de competição |  | Dia de final |

## Eventos

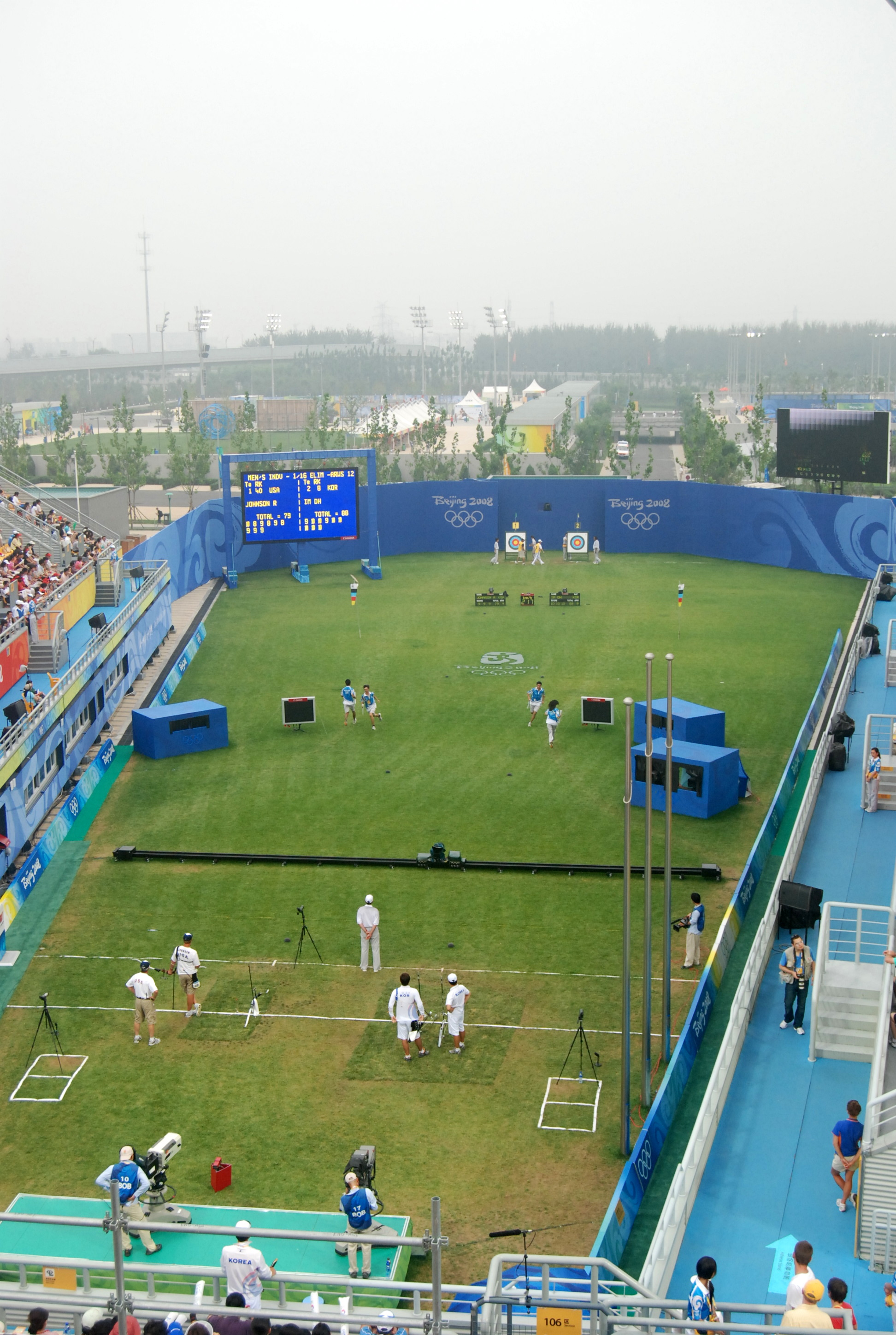
Arena do Tiro com Arco do Olympic Green, sede das competições de tiro com arco.

Quatro conjuntos de medalhas foram concedidos:
- Individual masculino
- Individual feminino
- Equipe masculino
- Equipe feminino

## Medalhistas
Masculino
| Evento              | Ouro                                                        | Prata                                                 | Bronze                                     |
| ------------------- | ----------------------------------------------------------- | ----------------------------------------------------- | ------------------------------------------ |
| Individual detalhes | Viktor Ruban UKR Ucrânia                                    | Park Kyung-mo KOR Coreia do Sul                       | Bair Badënov RUS Rússia                    |
| Equipes detalhes    | Im Dong-hyun Lee Chang-hwan Park Kyung-mo KOR Coreia do Sul | Mauro Nespoli Marco Galiazzo Ilario Di Buò ITA Itália | Jiang Lin Li Wenquan Xue Haifeng CHN China |

Feminino
| Evento              | Ouro                                                      | Prata                                      | Bronze                                                     |
| ------------------- | --------------------------------------------------------- | ------------------------------------------ | ---------------------------------------------------------- |
| Individual detalhes | Zhang Juanjuan CHN China                                  | Park Sung-hyun KOR Coreia do Sul           | Yun Ok-hee KOR Coreia do Sul                               |
| Equipes detalhes    | Park Sung-hyun Yun Ok-hee Joo Hyun-jung KOR Coreia do Sul | Zhang Juanjuan Chen Ling Guo Dan CHN China | Virginie Arnold Sophie Dodemont Bérengère Schuh FRA França |

## Quadro de medalhas
| Ordem | País              | Medalha de ouro | Medalha de prata | Medalha de bronze |    | Ordem por total |
| ----- | ----------------- | --------------- | ---------------- | ----------------- | -- | --------------- |
| 1     | KOR Coreia do Sul | 2               | 2                | 1                 | 5  | 1               |
| 2     | CHN China         | 1               | 1                | 1                 | 3  | 2               |
| 3     | UKR Ucrânia       | 1               |                  |                   | 1  | 3               |
| 4     | ITA Itália        |                 | 1                |                   | 1  | 3               |
| 5     | FRA França        |                 |                  | 1                 | 1  | 3               |
| 5     | RUS Rússia        |                 |                  | 1                 | 1  | 3               |
| TOTAL | TOTAL             | 4               | 4                | 4                 | 12 | —               |